# Ткалич Денис Олександрович
Дени́с Олекса́ндрович Тка́лич — український військовослужбовець, старший лейтенант Національної гвардії України, учасник російсько-української війни, що відзначився у ході російського вторгнення в Україну. Герой України (2025).

## Життєпис
Вступив до лав «Азову» у віці 19 років у жовтні 2015 року. Брав участь в АТО/ООС на сході України.
Початок російського вторгнення в Україну зустрів у Маріуполі як старший лейтенант полку «Азов». Брав участь в обороні Маріуполя — брав участь у штурмах та рятувальних операціях, знищував техніку й живу силу ворога. Був важко поранений і потрапив у полон.. 
Після звільнення з полону повернувся до служби. Мав численні поранення, але знову повертався у стрій. Брав участьу літньому контрнаступі 2023 року та боях у Серебрянському лісі. 

## Нагороди
- Звання Герой України з врученням ордена «Золота Зірка» (8 серпня 2025) — за особисту мужність і героїзм, виявлені у захисті державного суверенітету та територіальної цілісності України, самовіддане служіння Українському народові[3]
- Орден «За мужність» III ст. (23 лютого 2024) — за особисту мужність і самовідданість, виявлені у захисті державного суверенітету та територіальної цілісності України, сумлінне та бездоганне служіння Українському народові[4]
- Медаль «За військову службу Україні» (28 липня 2022) — за особисту мужність і самовіддані дії, виявлені у захисті державного суверенітету та територіальної цілісності України, вірність військовій присязі[5]